# Zygmunt Kowalski (1926–2023)

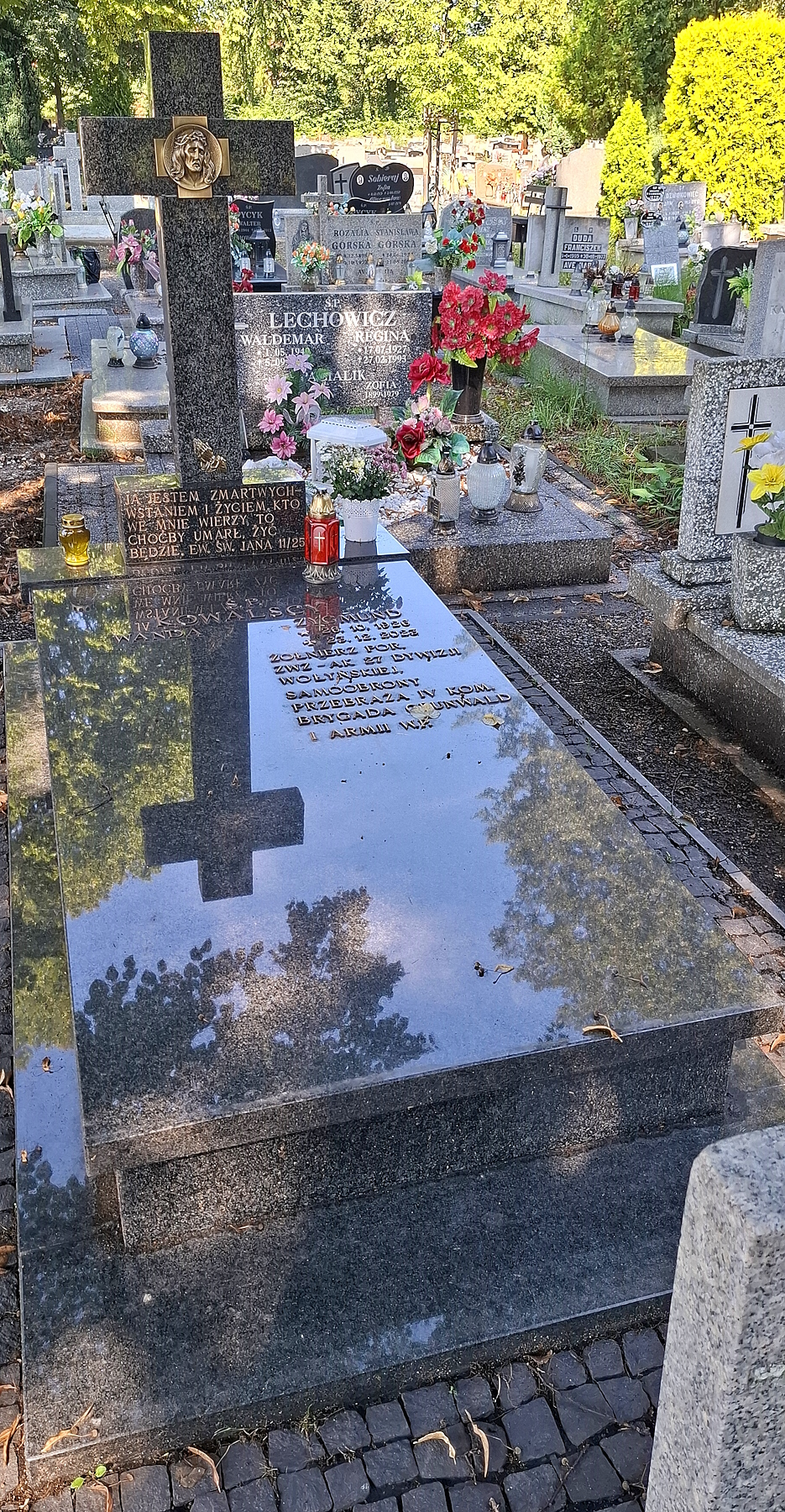
Grób Zygmunta Kowalskiego w Prudniku

Zygmunt Kowalski (ur. 26 października 1926 w Przebrażu, zm. 23 grudnia 2023) – porucznik Wojska Polskiego, żołnierz Armii Krajowej, działacz społeczny.

## Życiorys
Ukończył szkołę podstawową w Przebrażu. Uczestniczył w polskiej samoobronie na Wołyniu. W 1943 brał udział w samoobronie Przebraża przed siłami Ukraińskiej Powstańczej Armii. 12 marca 1944 został powołany do wojska. Wstąpił do Brygady PSzP „Grunwald”. Następnie w Reszucku został wcielony do specjalnego batalionu szturmowego, którego żołnierze byli zrzucani samolotami nad Lubelszczyzną. Służył w 27 Wołyńskiej Dywizji Piechoty. Był saperem, instruktorem ds. taktyki partyzanckiej, znajomości broni, min i umiejętności ich zastosowania.
Po zakończeniu II wojny światowej zamieszkał w Łodzi, gdzie brał udział w zabezpieczaniu miasta przed zniszczeniem i szabrowaniem oraz w szkoleniu nowych ludzi powołanych do wojska. W 1946 zakończył służbę wojskową i z rodzicami przeprowadził się do Korfantowa na Opolszczyźnie. W 1986 otrzymał w Prudniku mieszkanie na Jasionowym Wzgórzu ze spółdzielni mieszkaniowej.
Angażował się w funkcjonowanie organizacji byłych żołnierzy zawodowych. Był prezesem Związku Kombatantów i Byłych Więźniów Politycznych w Prudniku, a także członkiem Światowego Związku Żołnierzy Armii Krajowej.
Zmarł 23 grudnia 2023. Został pochowany na cmentarzu komunalnym w Prudniku.

## Odznaczenia[2]
- Krzyż Walecznych
- Krzyż Armii Krajowej
- Medal Zwycięstwa i Wolności 1945
- Medal Wojska
- Złoty Krzyż Zasługi
- Odznaka Honorowa Powiatu Prudnickiego (2018)[5]